# الكوليرا في السودان

## الكوليرا في السودان
أعلنت وزارة الصحة السودانية عن ظهور مرض الكوليرا في ولاية النيل الأبيض جنوب السودان  وتسببت في ثلاثة وفايات.

### ماهو مرض الكوليرا
الكوليرا التهاب معوي تسببه عصيات جرثومية تعرف باسم (vibrio ckolera)  أعراضه الإسهال وفقدان السوائل من الجسم والجافف الشديد أيضا ويمكن أن تكون الإصابة به قاتله وتسببها بكتريا vibrio ckolera تم اكتشافها في عام 1883 وعلى الرغم من أن علاجها سهل إلا أنها تصيب ما بينن 3إلى5 ملايين شخص كل سنة وتسبب أكثر من 100 ألف حالة وفاه في جميع أنحاء العالم.
وتنتقل الجرثومة إلى البشر عن طريق تناول طعام أو شرب مياه ملوثة ببكتيريا ضمة الكوليرا من مرضى كوليرا آخرين

#### ماهي أعراض مرض الكوليرا
ظهور الأعراض يختلف من شخص لأخر وإذا ظهرت الأعراض فسيكون ذلك ما بين 12 ساعة و 5 أيام بعد التعرض للبكتيريا المسببة لهذا المرض ومن أعراضها الإسهال الشديد، القيء، تشنجات الساق، وفقدان السوائل بسرعة تصل إلى 20 لتراً يومياً لذلك يمكن أن يحدث للشخص جفاف شديد والوفاة.

#### الوقاية من مرض الكوليرا
هنالك مجموعة من التدابير والمطاعيم التي تقلل من حالات الإصابة بمرض الكوليرا منها، الاعتماد على المياه النظيفة والمناسبة للشرب، غسل اليدين بالمياه النظيفة مع الصابون، استخدام الملحاض إو أنظمة الصرف الصحي، الاهتمام بتعليم أفراد المنطقة ممارسات التنظيف الصحيحة يمكن استخدام المطاعيم الفموية ومنها مطعوم دوكورال، يعطى للبالغين والأطفال ويمنح حماية بنسبه 85% لمدة لاتتراوح بين 4 إلى 6 أشهر، مطعوم شانكول يعطى للأطفال الذين تتراوح أعمارهم بين ستة إلى 5 سنوات وتمنح حماية 67% لمدة تصل إلى 5 سنوات، مطعوم فاتشورا وهذا المطعوم الوحيد الحاصل على موافقة إدارة الأغذية والأدوية الأمريكية للوقاية من الكوليرا ويمنح حماية تصل إلى 80% بعد 3 إشهر من إستعماله.

### انتقال وباء الكوليرا في السودان
أعلن وزير الصحة في الحكومة السودانية أكرم علي التوم عن ظهور مرض الكوليرا في الخرطوم وولاية النيل الأزرق وسنار بحسب التقارير عن الوزارة حصدت الكوليرا نحو 124شصاً في ولاية النيل الأزرق وولاية سنار وفي منطقة غرب النيل بأم درمان أشار وزير الصحة إلى اكتشاف حالتين وقامت الوزارة بأعمال احترازية لمنع انتشار المرض.

### حملة التلقيح ضد الكوليرا في السودان
صدر بيان عن وزارة الصحة الإتحادية في السودان ومنظمة الصحية العالمية واليونسيف، أطلق السودان حملة التلقيح عن طريق الفم وتم خلالها تلقيح أكثر من 1.6 مليون شخص تتراوح أعمارهم بين عام واحد ومافوق وذلك في ولاية النيل الأزرق وسنار، وتم شراء اللقاحات بتمويل من التحالف الدولي للقاحات (GAVI) وتم فيها تدريب أكثر من 3560 شخص ليقوموا بمهمة التلقيح وأكثر من 2240شخص للعمل في إطالر التعبئة الاجتماعية.